# Lista localităților din Germania - R
| Localitățile din Germania - ghid alfabetic A \| B \| C \| D \| E \| F \| G \| H \| I \| J \| K \| L \| M \| N \| O \| P \| Q \| R \| S \| T \| U \| V \| W \| X-Y \| Z Lista parțială a localităților din Germania - Ultima actualizare: 8.9.2007 |

Raa-Besenbek |
Rabel |
Raben Steinfeld |
Rabenau |
Rabenau |
Rabenholz |
Rabenkirchen-Faulück |
Rabenstein/Fläming |
Räbke |
Räckelwitz |
Rackith |
Racksen |
Rackwitz |
Radbruch |
Raddestorf |
Rade |
Rade b. Hohenwestedt |
Rade b. Rendsburg |
Radeberg |
Radebeul |
Radeburg |
Radegast |
Rademin |
Radevormwald |
Radibor |
Radis |
Radisleben |
Radolfzell am Bodensee |
Raduhn |
Raesfeld |
Ragösen |
Ragow-Merz |
Raguhn |
Rahden |
Raich |
Rain |
Rain |
Rainau |
Raisdorf |
Raisting |
Raitenbuch |
Ralbitz-Rosenthal |
Ralingen |
Ralswiek |
Ramberg |
Rambin |
Ramerberg |
Ramhusen |
Ramin |
Rammelsbach |
Rammenau |
Rammingen |
Rammingen |
Ramsau b.Berchtesgaden |
Ramsen |
Ramsla |
Ramstedt |
Ramstein-Miesenbach |
Ramsthal |
Randersacker |
Randowtal |
Rangendingen |
Rangsdorf |
Ranies |
Ranis |
Rankwitz |
Rannstedt |
Rannungen |
Ransbach-Baumbach |
Ranschbach |
Ransweiler |
Rantrum |
Rantum (Sylt) |
Rantzau |
Rappin |
Raschau |
Rascheid |
Rasdorf |
Rastatt |
Rastdorf |
Rastede |
Rastenberg |
Rastorf |
Rastow |
Ratekau |
Rathebur |
Rathen |
Rathenow |
Rathjensdorf |
Rathmannsdorf |
Rathskirchen |
Rathsweiler |
Ratingen |
Ratshausen |
Rattelsdorf |
Rattelsdorf |
Rattenberg |
Rattenkirchen |
Rattiszell |
Ratzeburg |
Ratzert |
Rätzlingen |
Rätzlingen |
Raubach |
Raubling |
Rauda |
Rauen |
Rauenberg |
Rauhenebrach |
Raumbach |
Raunheim |
Rauschenberg |
Rauschwitz |
Rausdorf |
Rausdorf |
Ravengiersburg |
Ravensburg |
Ravenstein |
Raversbeuren |
Rayerschied |
Rech |
Rechberghausen |
Rechenberg-Bienenmühle |
Rechlin |
Rechtenbach |
Rechtenstein |
Rechtmehring |
Rechtsupweg |
Recke |
Reckendorf |
Reckenroth |
Reckershausen |
Recklinghausen |
Reddeber |
Reddelich |
Redefin |
Redekin |
Rednitzhembach |
Redwitz an der Rodach |
Rees |
Reesdorf |
Reesdorf |
Reesen |
Reeßum |
Regen |
Regensburg |
Regenstauf |
Regesbostel |
Regis-Breitingen |
Regnitzlosau |
Rehau |
Rehbach |
Rehborn |
Rehburg-Loccum |
Rehden |
Rehe |
Reher |
Rehfelde |
Rehhorst |
Rehling |
Rehlingen |
Rehm-Flehde-Bargen |
Rehna |
Rehsen |
Rehungen |
Rehweiler |
Reich |
Reichardtswerben |
Reichartshausen |
Reichelsheim (Odenwald) |
Reichenau |
Reichenbach |
Reichenbach |
Reichenbach |
Reichenbach |
Reichenbach am Heuberg |
Reichenbach an der Fils |
Reichenbach im Vogtland |
Reichenbach/O.L. |
Reichenbach-Steegen |
Reichenberg |
Reichenberg |
Reichenow-Möglin |
Reichenschwand |
Reichenwalde |
Reichersbeuern |
Reichertshausen |
Reichertsheim |
Reichertshofen |
Reichling |
Reichmannsdorf |
Reichshof |
Reichstädt |
Reichsthal |
Reichweiler |
Reidenhausen |
Reifenberg |
Reiferscheid |
Reiff |
Reiffelbach |
Reifferscheid |
Reil |
Reilingen |
Reimerath |
Reimershagen |
Reimlingen |
Reinbek |
Reinberg |
Reinfeld (Holstein) |
Reinhardshagen |
Reinhardtsdorf-Schöna |
Reinhardtsgrimma |
Reinheim |
Reinholterode |
Reinsberg |
Reinsbüttel |
Reinsdorf |
Reinsdorf |
Reinsdorf |
Reinsfeld |
Reinstädt |
Reinstorf |
Reipeldingen |
Reipoltskirchen |
Reisbach |
Reischach |
Reisdorf |
Reiskirchen |
Reit im Winkl |
Reitwein |
Reitzenhain |
Reken |
Rellingen |
Relsberg |
Remagen |
Remchingen |
Remda-Teichel |
Remlingen |
Remlingen |
Remmels |
Remplin |
Remptendorf |
Remscheid |
Remse |
Remseck am Neckar |
Remshalden |
Remstädt |
Renchen |
Rendsburg |
Rendswühren |
Rengsdorf |
Renkenberge |
Rennau |
Rennerod |
Rennertshofen |
Renningen |
Renquishausen |
Renthendorf |
Rentweinsdorf |
Rentwertshausen |
Renzow |
Reppenstedt |
Reppichau |
Rerik |
Rethem (Aller) |
Rethwisch |
Rethwisch |
Retschow |
Rettenbach |
Rettenbach |
Rettenbach a.Auerberg |
Rettenberg |
Retterath |
Rettersen |
Rettershain |
Rettert |
Retzau |
Retzow |
Retzstadt |
Reudelsterz |
Reuden |
Reupzig |
Reurieth |
Reußenköge |
Reut |
Reute |
Reuth |
Reuth |
Reuth bei Erbendorf |
Reutlingen |
Rhade |
Rhauderfehn |
Rhaunen |
Rheda-Wiedenbrück |
Rhede (Ems) |
Rhede |
Rheden |
Rheinau |
Rheinbach |
Rheinberg |
Rheinböllen |
Rheinbreitbach |
Rheinbrohl |
Rheine |
Rheinfelden (Baden) |
Rheinhausen |
Rheinmünster |
Rheinsberg |
Rheinstetten |
Rheinzabern |
Rhens |
Rheurdt |
Rhinow |
Rhoden |
Rhodt unter Rietburg |
Rhönblick |
Rhumspringe |
Ribbesbüttel |
Ribnitz-Damgarten |
Richtenberg |
Rickenbach |
Rickert |
Rickling |
Riebau |
Ried |
Riedbach |
Riede |
Riedelberg |
Rieden |
Rieden |
Rieden |
Rieden am Forggensee |
Riedenberg |
Riedenburg |
Riedenheim |
Rieder |
Riederich |
Riedering |
Riedhausen |
Riedlingen |
Riedstadt |
Riegel am Kaiserstuhl |
Riegelsberg |
Riegenroth |
Riegsee |
Riekofen |
Rielasingen-Worblingen |
Rieneck |
Rieps |
Riepsdorf |
Riesa |
Riesbürg |
Rieschweiler-Mühlbach |
Riesdorf |
Rieseby |
Riesigk |
Rieste |
Riesweiler |
Rietberg |
Rietheim-Weilheim |
Riethgen |
Riethnordhausen  |
Riethnordhausen |
Rietschen |
Rietzel |
Rietz-Neuendorf |
Rietzneuendorf-Staakow |
Rimbach |
Rimbach |
Rimbach |
Rimpar |
Rimsberg |
Rimsting |
Rinchnach |
Ringe |
Ringelai |
Ringfurth |
Ringgau |
Ringleben |
Ringleben |
Ringsberg |
Ringsheim |
Ringstedt |
Rinnthal |
Rinteln |
Rinzenberg |
Riol |
Rippach |
Rippershausen |
Ristedt |
Risum-Lindholm |
Ritschenhausen |
Ritterhude |
Ritterode |
Rittersdorf |
Rittersdorf |
Rittersheim |
Ritzerau |
Ritzerow |
Ritzgerode |
Rivenich |
Riveris |
Röbel/Müritz |
Röblingen am See |
Rochau |
Rochlitz |
Röcken |
Rockenhausen |
Rockenstuhl |
Rockeskyll |
Rockhausen |
Röckingen |
Rockstedt |
Röckwitz |
Rodalben |
Rodden |
Rodder |
Rodeberg |
Rödelhausen |
Rödelmaier |
Rödelsee |
Roden |
Rodenäs |
Rodenbach |
Rodenbach |
Rodenbach bei Puderbach |
Rodenbek |
Rodenberg |
Rödental |
Röderaue |
Röderland |
Rödermark |
Rödern |
Rodershausen |
Rödersheim-Gronau |
Rodewald |
Rodewisch |
Rodgau |
Roding |
Rödinghausen |
Rodishain |
Roduchelstorf |
Roes |
Roetgen |
Röfingen |
Rogätz |
Roggenburg |
Roggendorf |
Roggenstorf |
Roggentin |
Roggentin |
Rögling |
Rögnitz |
Röhl |
Rohlstorf |
Rohr |
Rohr |
Rohr i.NB |
Rohrbach |
Rohrbach |
Rohrbach |
Rohrbach |
Rohrbach |
Rohrbach |
Rohrberg |
Rohrberg |
Rohrdorf |
Rohrdorf |
Rohrenfels |
Röhrig |
Röhrmoos |
Röhrnbach |
Rohrsen |
Roigheim |
Roitzsch |
Roklum |
Röllbach |
Rollshausen |
Rollwitz |
Rom |
Römerberg |
Römerstein |
Römhild |
Rommersheim |
Rommerskirchen |
Römnitz |
Romrod |
Römstedt |
Rondeshagen |
Ronneburg |
Ronneburg |
Ronnenberg |
Ronsberg |
Ronshausen |
Rorodt |
Rosa |
Rösa |
Roschbach |
Rosche |
Roscheid |
Rosdorf |
Rosdorf |
Roseburg |
Rosenau |
Rosenbach |
Rosenberg |
Rosenberg |
Rosendahl |
Rosendorf |
Rosenfeld |
Rosengarten |
Rosengarten |
Rosenheim |
Rosenheim |
Rosenkopf |
Rosenow |
Rosenthal |
Rosenthal-Bielatal |
Rosian |
Rositz |
Roskow |
Röslau |
Rösrath |
Rossau |
Rossau |
Roßbach |
Roßbach |
Roßbach |
Roßdorf |
Roßdorf |
Roßdorf |
Roßhaupten |
Rossin |
Roßla |
Roßleben |
Rossow |
Roßtal |
Roßwein |
Rostock |
Rot am See |
Rot an der Rot |
Rotenburg (Wümme) |
Rotenburg a.d. Fulda |
Rotenhain |
Rötgesbüttel |
Roth |
Roth |
Roth |
Roth |
Roth |
Roth an der Our |
Roth bei Prüm |
Rötha |
Rothemühl |
Röthenbach (Allgäu) |
Röthenbach a.d.Pegnitz |
Rothenbach |
Rothenberg |
Rothenbuch |
Rothenburg |
Rothenburg ob der Tauber |
Rothenburg/O.L. |
Rothenfels |
Rothenklempenow |
Rothenstein |
Röthlein |
Rothselberg |
Rötsweiler-Nockenthal |
Rott |
Rott |
Rott a.Inn |
Rotta |
Rottach-Egern |
Rottelsdorf |
Rottenacker |
Röttenbach |
Röttenbach |
Rottenbach |
Rottenbuch |
Rottenburg a.d.Laaber |
Rottendorf |
Rotterode |
Rotthalmünster |
Röttingen |
Rottleben |
Rottleberode |
Rottmersleben |
Rottweil |
Rötz |
Rövershagen |
Roxförde |
Roxheim |
Rubenow |
Rüber |
Rubkow |
Rückeroth |
Rückersdorf |
Rückersdorf |
Rückersdorf |
Rückholz |
Rückweiler |
Rüde |
Rudelzhausen |
Rüdenau |
Rüdenhausen |
Ruderatshofen |
Rudersberg |
Rudersdorf |
Rüdersdorf bei Berlin |
Rüdershausen |
Ruderting |
Rüdesheim |
Rüdesheim am Rhein |
Rüdnitz |
Rudolstadt |
Rugendorf |
Rügge |
Rügland |
Rühen |
Ruhla |
Ruhland |
Ruhmannsfelden |
Rühn |
Ruhpolding |
Rühstädt |
Ruhstorf a.d.Rott |
Ruhwinkel |
Rukieten |
Rullstorf |
Rülzheim |
Rumbach |
Rümmelsheim |
Rümmingen |
Rumohr |
Rümpel |
Runding |
Runkel |
Ruppach-Goldhausen |
Ruppertsberg |
Ruppertsecken |
Ruppertshofen |
Ruppertshofen |
Ruppertsweiler |
Ruppichteroth |
Ruschberg |
Rüscheid |
Rüsselsheim |
Rüssingen |
Rust |
Rustenfelde |
Rutesheim |
Rüthen |
Rüthnick |
Ruthweiler |
Rüting |
Rutsweiler am Glan |
Rutsweiler an der Lauter |
Ruttersdorf-Lotschen |